# Christine Van Den Wyngaert
Christine (Chris) barones Van Den Wyngaert (Antwerpen, 2 april 1952) is een Belgisch jurist, hoogleraar internationaal strafrecht aan de Universiteit Antwerpen en rechter bij het Internationaal Strafhof.

## Biografie
In de jaren 60 trok Van Den Wyngaert met muzikanten Ferre Grignard en Wannes Van de Velde rond als gitariste en zangeres van protestliederen tegen de Vietnamoorlog. Nadien studeerde zij rechten en criminologie aan de Vrije Universiteit Brussel. In 1986 was zij observator voor de Vlaamse Liga voor Mensenrechten bij het proces van de Belgische antiapartheidsactiviste Hélène Passtoors in Johannesburg.
Op 17 november 2005 legde zij in Den Haag de eed af als permanent rechter van het Internationaal Joegoslaviëtribunaal van de Verenigde Naties. In 2009 werd ze benoemd tot rechter bij het Internationaal Strafhof.
Van Den Wyngaert heeft talloze publicaties op haar naam staan, waaronder het basiswerk Strafrecht en strafprocesrecht in hoofdlijnen (Antwerpen, Gompel&Svacina, 2019).

## Erkenning
- 2001: eredoctoraat van de Universiteit van Uppsala.
- 2006: Prijs voor Mensenrechten uitgereikt door de Liga voor Mensenrechten op 10 december.
- 2009: eredoctoraat van de Vrije Universiteit Brussel uitgereikt op 9 december.
- 2011: ambassadeur voor de vrede uitgereikt door Pax Christi.
- 2013: eredoctoraat van de Universiteit Maastricht.
- 2014: barones omwille van het werk dat ze verrichtte als rechter bij het Joegoslaviëtribunaal en bij het Internationaal Strafhof (voorgedragen op 8 juli 2013 en verleend op 30 september 2014, onder gelijktijdige verlening van de persoonlijke titel van baron aan haar man voor diens geslachtsnaam).
- 2017: Ereteken van de Vlaamse Gemeenschap